# Ledamöter av Europaparlamentet från Sverige 2009–2014
Ledamöter av Europaparlamentet från Sverige 2009–2014 förtecknar ledamöter som representerade Sverige i Europaparlamentet under mandatperioden 2009–2014. Sverige hade 18 mandat, vid ingången av mandatperioden 2009, och hade efter ikraftträdandet av Lissabonfördraget 20 mandat.
| Namn                     |  | Svenskt parti      | Partigrupp   | Kommun       | Födelseår | Bild | Röster  | Kommentar                                                                                               |
| ------------------------ |  | ------------------ | ------------ | ------------ | --------- | ---- | ------- | --- |
| Amelia Andersdotter      |  | Piratpartiet       | De gröna/EFA | Uppsala      | 1987      |      | 22 303  | Tilläggsmandat december 2011–2014 efter ikraftträdandet av Lissabonfördraget. Kandidat 2014, ej omvald. |
| Anna Maria Corazza Bildt |  | Moderaterna        | EPP          | Stockholm    | 1963      |      | 85 405  | Kandidat 2014, omvald.                                                                                  |
| Lena Ek                  |  | Centerpartiet      | ALDE         | Valdemarsvik | 1958      |      | 57 836  | Ersatt av Kent Johansson från oktober 2011 Ledamot 2004–2009                                            |
| Christian Engström       |  | Piratpartiet       | De gröna/EFA | Nacka        | 1960      |      | 43 808  | Kandidat 2014, ej omvald.                                                                               |
| Christofer Fjellner      |  | Moderaterna        | EPP          | Stockholm    | 1976      |      | 40 142  | Ledamot 2004–2009 Kandidat 2014                                                                         |
| Göran Färm               |  | Socialdemokraterna | S&D          | Norrköping   | 1949      |      | 20 078  | Ledamot februari 2007–2009 Ledamot 1999–2004                                                            |
| Mikael Gustafsson        |  | Vänsterpartiet     | GUE/NGL      | Stockholm    | 1966      |      |         | Ersatt Eva-Britt Svensson september 2011–2014 Kandidat 2014                                             |
| Anna Hedh                |  | Socialdemokraterna | S&D          | Mörbylånga   | 1967      |      | 20 716  | Ledamot 2004–2009 Kandidat 2014                                                                         |
| Gunnar Hökmark           |  | Moderaterna        | EPP          | Stockholm    | 1952      |      | 90 505  | Ledamot 2004–2009 Kandidat 2014, omvald.                                                                |
| Amna Ibrišagić           |  | Moderaterna        | EPP          | Luleå        | 1967      |      | 23 598  | Ledamot 2004–2009                                                                                       |
| Kent Johansson           |  | Centerpartiet      | ALDE         | Skara        | 1951      |      |         | Ersatt Lena Ek oktober 2011–2014 Kandidat 2014                                                          |
| Olle Ludvigsson          |  | Socialdemokraterna | S&D          | Öckerö       | 1948      |      | 53 182  | Kandidat 2014                                                                                           |
| Isabella Lövin           |  | Miljöpartiet       | De gröna/EFA | Värnamo      | 1963      |      | 48 061  | Ledamot 2009-14. Kandidat 2014, omvald.                                                                 |
| Jens Nilsson             |  | Socialdemokraterna | S&D          | Östersund    | 1948      |      | 17 156  | Tilläggsmandat december 2011–2014 efter ikraftträdandet av Lissabonfördraget. Kandidat 2014             |
| Marit Paulsen            |  | Folkpartiet        | ALDE         | Malung       | 1938      |      | 221 489 | Ledamot 1999–2004 Kandidat 2014, omvald.                                                                |
| Carl Schlyter            |  | Miljöpartiet       | De gröna/EFA | Linköping    | 1968      |      | 88 347  | Ledamot 2004–2009                                                                                       |
| Olle Schmidt             |  | Folkpartiet        | ALDE         |              | 1949      |      | 11 708  | Ledamot oktober 2006–2009 Ledamot 1999–2004                                                             |
| Alf Svensson             |  | Kristdemokraterna  | EPP          | Gränna       | 1938      |      | 54 082  | |
| Eva-Britt Svensson       |  | Vänsterpartiet     | GUE/NGL      | Värnamo      | 1946      |      | 39 145  | Ersatt av Mikael Gustafsson från september 2011 Ledamot 2004–2009                                       |
| Marita Ulvskog           |  | Socialdemokraterna | S&D          | Solna        | 1951      |      | 173 894 | Kandidat 2014, omvald.                                                                                  |
| Åsa Westlund             |  | Socialdemokraterna | S&D          |              | 1976      |      | 40 432  | Ledamot 2004–2009                                                                                       |
| Cecilia Wikström         |  | Folkpartiet        | ALDE         | Uppsala      | 1965      |      | 17 746  | Kandidat 2014                                                                                           |